# Echinocereus marksianus
Echinocereus marksianus es una especie de planta suculenta perteneciente al género Echinocereus, dentro de la familia Cactaceae. Es endémica del noreste de México (concretamente en el estado de San Luis Potosí).   

## Descripción

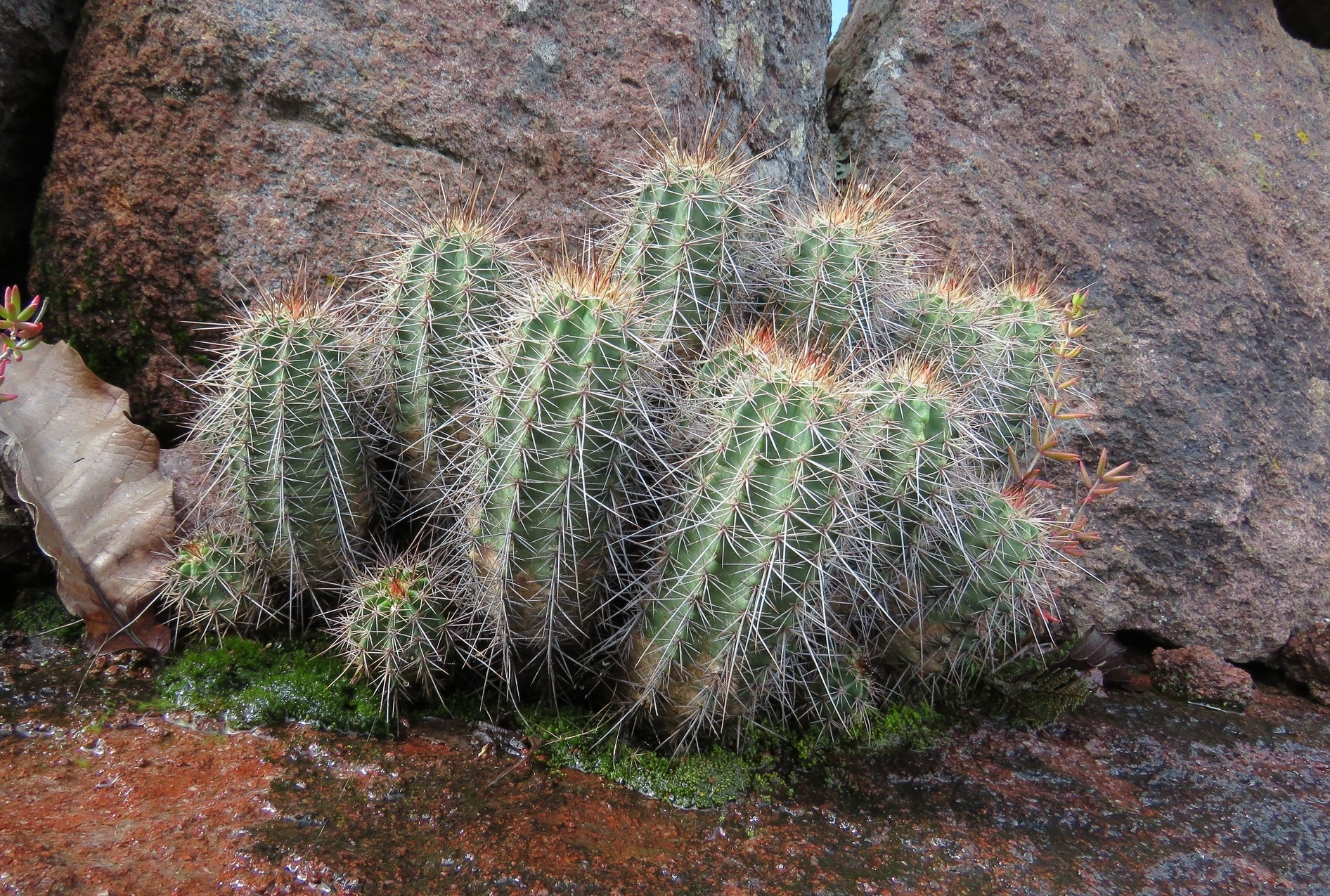
Porte de la planta

Echinocereus marksianus es una especie de cactus que se ramifica y forma grupos de 3 a 9 brotes, con un diámetro total de entre 10 y 30 cm. Los tallos individuales son cilíndricos, verticales y miden de 8 a 15 cm de alto, con diámetros de 4 a 6 cm.
Presenta de 9 a 12 costillas con areolas que contienen de 1 a 3 espinas centrales de hasta 5 cm, que cambian de amarillo o marrón oscuro a gris con la edad. También tiene de 8 a 14 espinas radiales de 0,3 a 1 cm, de color amarillo con puntas marrones.

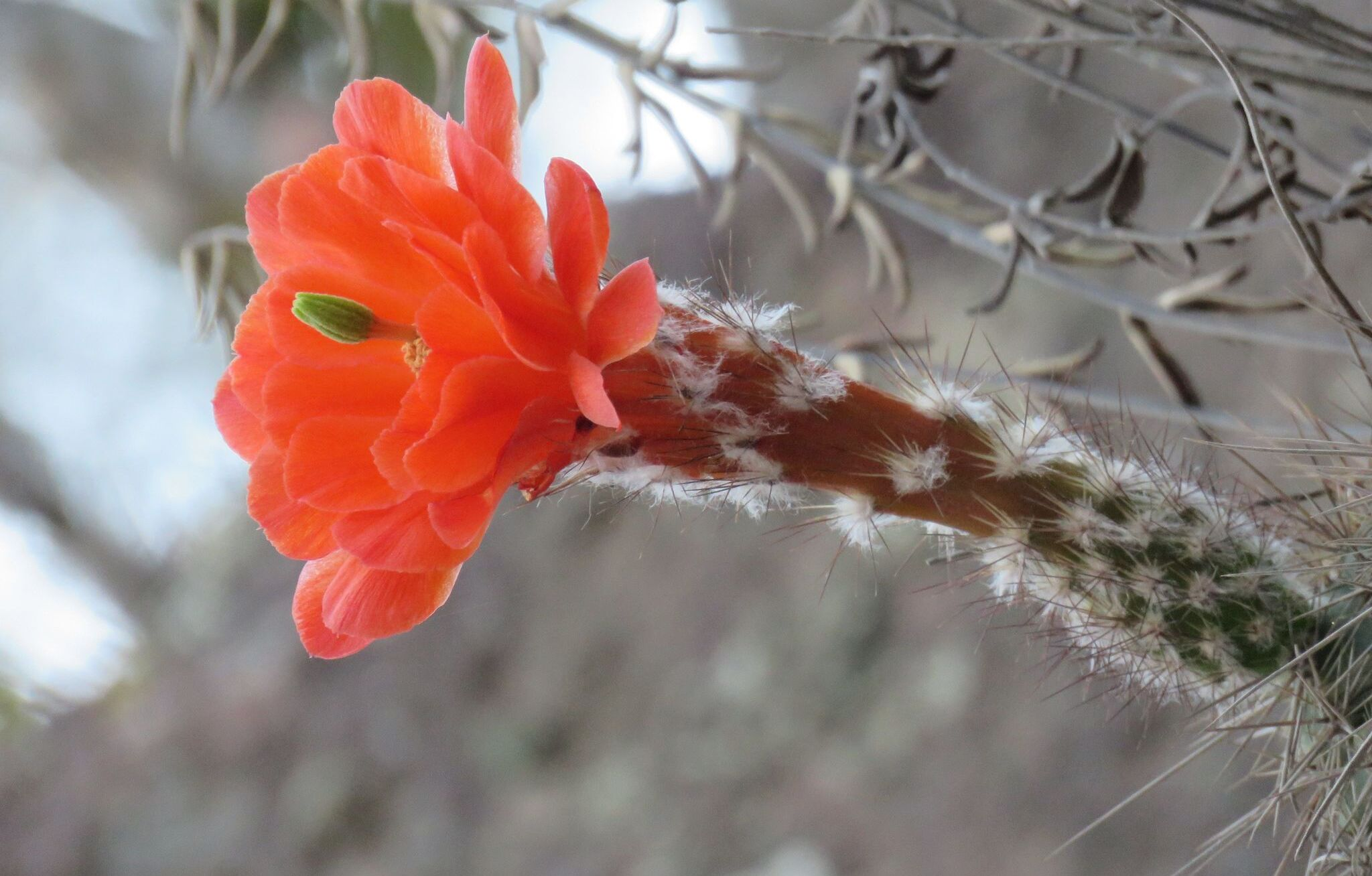
Detalle de la flor

Las flores tienen forma de embudo y son de color rojo. Miden de 10 a 12 cm de largo y de 5 a 6 cm de diámetro. Florece entre la primavera y principios del verano. Los frutos son esféricos y miden unos 2 cm de diámetro. Son verdes y tienen la pulpa blanca y jugosa. Las semillas son negras y miden de 1,2 a 1,3 mm de largo.

## Distribución y hábitat
El área de distribución nativa de esta especie es noreste de México (concretamente en el estado de San Luis Potosí y crece principalmente en biomas desérticos o de matorral seco.

## Taxonomía
Echinocereus marksianus fue descrita por los botánicos Fritz Schwarz y Curt Backeberg y publicada por primera vez en Kakteenlex: 124 en 1966.
Etimología
- Echinocereus: nombre genérico formado a partir de las palabras latinas ĕchīnus (que significa ‘erizo’) y cereus (que se traduce como 'vela' o 'cirio'), en alusión a los tallos cortos, columnares y espinosos que presentan las especies de este género.[5]
- marksianus: epíteto específico otorgado en honor al aficionado a los cactus estadounidense Herman Marks, compañero de viaje de Fritz Schwarz y colaborador de Friedrich Ritter.[2][6]

## Usos

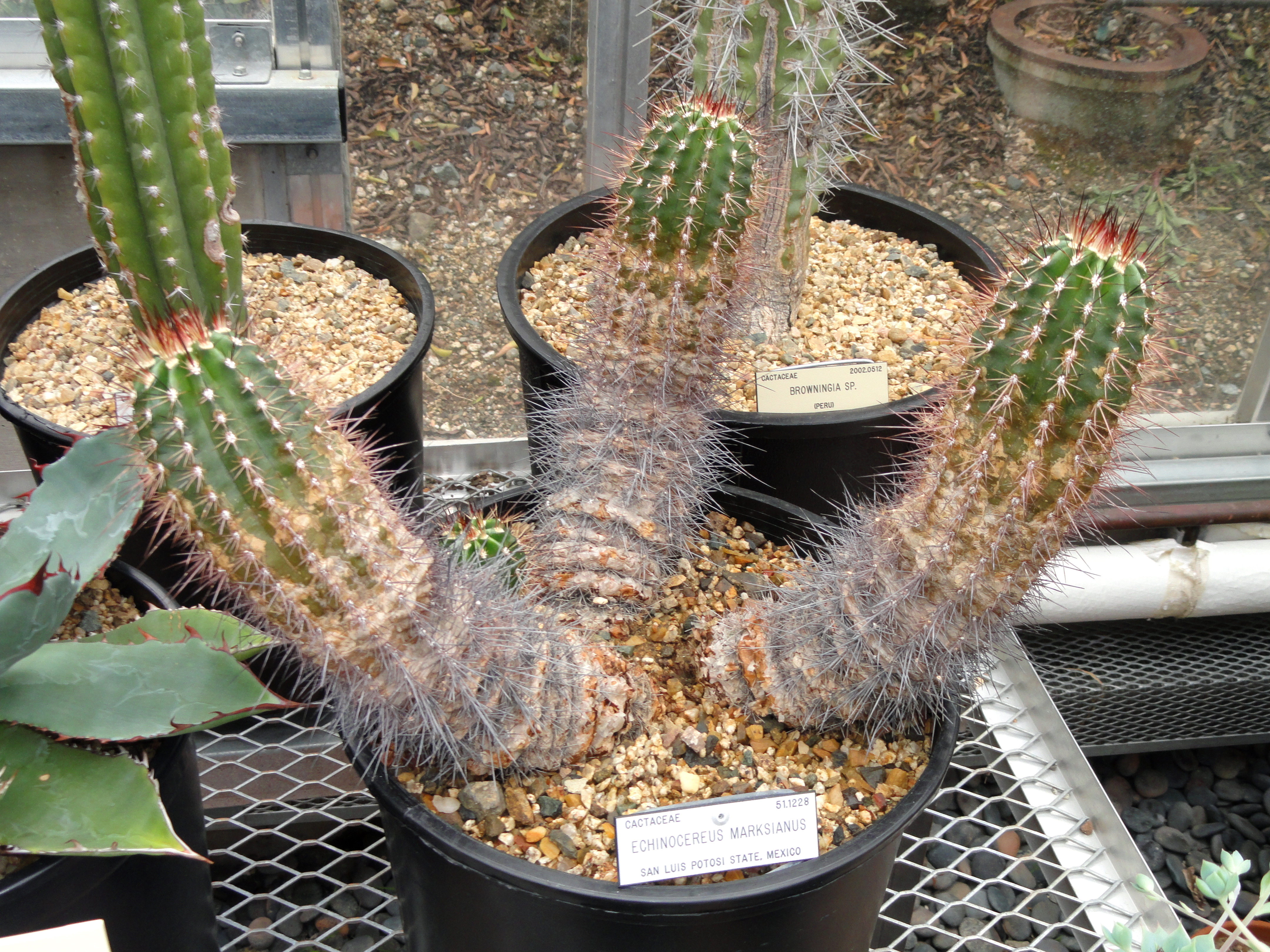
Cultivo en maceta

Echinocereus marksianus se cultiva principalmente como planta ornamental debido a su pequeño tamaño y a sus flores vistosas. Esta especie crece bien a pleno sol o en sombra parcial, y requiere suelos con buen drenaje. Durante el verano necesita riegos moderados, mientras que en invierno debe mantenerse completamente seca. La tierra debe secarse por completo entre riegos. 
La propagación se realiza por esquejes o semillas, las cuales necesitan humedad constante para germinar, sin que el sustrato permanezca empapado. Se recomienda el uso de recipientes que conserven la humedad, como cajas de clonación o bolsas con cierre hermético. Las semillas deben colocarse sobre tierra esterilizada con buen drenaje y cubrirse apenas con una capa fina de arena o sustrato. 
Las macetas deben mantenerse en interiores, protegidas de la luz directa y del calor excesivo. La temperatura ideal de germinación se encuentra entre 24 °C y 29 °C. La germinación suele producirse en un periodo de 2 a 4 semanas, aunque puede ser lenta y desigual incluso en condiciones adecuadas.